# اردوان یکم
اردوان یکم (اشک هفتم) (که بر اساس صورت ترتیبی قدیم تاریخ‌نگاران، «اردوان دوم» یا اشک هفتم می‌شود) هفتمین یا هشتمین شاهنشاه اشکانی است (۱۲۷ پ.م –۱۲۴/۱۲۳ پ.م). او عموی فرهاد دوم بود و پس از کشته شدن او به دست سکاها بر تخت شاهی نشست. اردوان مجبور به ادامه مقابله با قوم یوئه‌چی شد. این قوم بر اثر فشار هونها به سوی ایران رانده شده بودند. بر اثر فشار آن‌ها پادشاهی باکتریا از بین رفت به سرزمین هند منتقل شد، اما آن نیز بعد از شصت سال منقرض شد و یوئه‌چی‌ها در باکتریا پادشاهی تأسیس کردند که در تاریخ موسوم به شاهنشاهی کوشانی است.

## نام
Artabanus شکل لاتین یونانی Artábanos (Ἁρτάβανος) است که خود از فارسی باستان *Arta-bānu ("شکوه آرتا") گرفته شده است. گونه اشکانی و پارسی میانه اردوان بود.

## حکومت
اردوان یکم، فرزند فریاپت، جانشین برادرزاده اش فرهاد دوم در سال ١٢٧ قبل از میلاد شد. اردوان باید در زمان سلطنتش نسبتاً پیر بوده باشد، زیرا پدرش در سال ١٧۶ قبل از میلاد درگذشت. از اوایل قرن دوم پیش از میلاد، اشکانیان شروع به افزودن نشانه‌های آشکاری در ایدئولوژی سلسله‌ای خود کردند که بر ارتباط آنها با میراث امپراتوری هخامنشی ایران باستان تأکید داشت. نمونه‌هایی از این نشانه‌ها شامل ادعای ساختگی بود مبنی بر اینکه اولین پادشاه اشکانی، ارشک اول ( حکومت ۲۴۷-۲۱۷ ق.) القاب هخامنشی نیز توسط اشکانیان به خود گرفتند. برادر اردوان یکم، مهرداد یکم (۱۷۱-۱۳۲ ق.) اولین فرمانروای اشکانی بود که عنوان سابق هخامنشی "شاه شاهان" را برگزید..
اما اردوان اول مانند فرهاد دوم از به کار بردن عنوان «شاه شاهان» خودداری کرد و در عوض از عنوان «شاه بزرگ» استفاده کرد. مانند بقیه پادشاهان اشکانی، او از لقب ارشک در ضرب سکه خود استفاده کرد که نام اولین فرمانروای اشکانی ارشک یکم (ح. ۲۴۷ - ۲۱۷ ق.) و برای تقدیر دستاوردهای او بود. علاوه بر این، او همچنین از عنوان فیلهلن ("دوستدار یونانیان") استفاده کرد که در زمان سلطنت مهرداد اول به عنوان بخشی از سیاست حفظ روابط دوستانه با اتباع یونانی خود معرفی شده بود. شاهان اولیه اشکانی با لباس هلنی بر روی سکه هایشان تصویر می شدند. این امر در زمان اردوان اول تغییر کرد که روی سکه‌هایش با لباس مخصوص پارتیان تصویر شده است، که شاهدی بر تداوم احیای ایران در زمان اشکانیان است. اردوان یکم مانند دو شاه پیشین خود، یک دیهیم هلنیستی بر سر دارد، در حالی که ریش بلند او نمایانگر رسم سنتی ایران/خاور نزدیک است. سلطنت اردوان یکم همراه با دوره انحطاط امپراتوری اشکانی بود. سلف او، فرهاد دوم، در جنگ با عشایر مهاجم در شرق امپراتوری جان باخت. اردوان یکم نیز مجبور شد با کوچ نشینان - ساکا و یوئژی بجنگد و بنا بر گزارش ها مجبور به پرداخت خراج به آنها شد. هیسپائوسین که اخیراً اساس خاراسن را در جنوب بین النهرین ایجاد کرده بود، از مشکلات اشکانیان در شرق استفاده نمود و اعلام استقلال از حاکمیت اشکانی نمود. او سپس به مدت کوتاهی بابل (حدود ۱۲۷ ق. م.) را تصرف کرد و تا ۱۲۵/۴ قبل از میلاد، بخش هایی از بین النهرین را تحت کنترل درآورد، که ضرب سکه های او نیز این امر را نشان می دهد. اما اردوان یکم برای مقابله با کوچ نشینان که آنها را بیشتر از یک خطر ساده می پنداشت، ماندن در شرق را انتخاب کرد. در سال ۱۲۴/۳ قبل از میلاد، درست مانند فرهاد دوم، اردوان اول در جریان نبرد با یوئژی ها در شرق، بر اثر جراحت در بازویش جان باخت.
پس از او پسرش مهرداد دوم به شاهی رسید. در همین زمان صحراگردانی که متشکل از چند قبیله مختلف، شامل سکاها و تخاری‌ها، بودند و در منابع چینی با عنوان «یوئه-چی» شناخته می‌شوند، به حکومت یونانی بلخ حمله کردند و این سلسله را که آخرین مقاومتگاه یونانیان در شرق محسوب می‌شد، نابود کردند. به نظر می‌آمد که هجوم صحراگردان در حال نابودی همه قدرت‌های فلات ایران بود. اردوان نیز در این زمان در جنگی با سکاها کشته شد و سکاهای مهاجم با شکست دادن اشکانیان در شرق، به طرف جنوب حرکت کردند و قسمتی از آن‌ها در شهرب درنگیه (زرنج) ساکن شدند و آن را به نام خود، سکستان (سیستان) نامگذاری کردند. این نفوذ سکایی در داخل خاک ایران، اثرات فرهنگی زیادی داشت که در به وجود آمدن عصر پهلوانی و ادبیات حماسی نقش بزرگی را ایفا کرد. بعد از اردوان وظیفه غلبه بر سکاها و دوباره مستحکم کردن قدرت اشکانی به پسرش مهرداد دوم (اشک نهم)، واگذار شد.

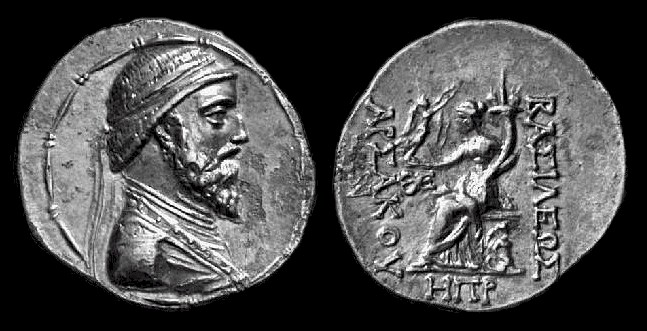
سکه اردوان یکم؛ ضرب سلوکیه، سال ΗΠΡ: ١٨٨ (۱۲۵ ق. م.)

## سکه شناسی
همانطور که اشاره شد تصویر اردوان یکم بجای پوشش یونانی با لباس مخصوص پارتی و ریشی بلند بر روی سکه ها نقر شده که جدایی فرهنگی حکومت او را از فرهنگ هلنی نشان می دهد. اما در پشت سکه های چهار درخمی او الهه یونانی دیمیتر که در حال تاجگذاری توسط نیکه است نقر شده است. در پشت سکه عباراتی به زبان یونان ( ΒΑΣΙΛΕΩΣ / ΑΡΣΑΚΟΥ) نوشته شده که به معنی باسیلیوس ارشاک است. 